# Victor Henry (Schauspieler)
Victor Henry (* 30. Juli 1943 in Leeds, Yorkshire, England; † 20. November 1985, London, England) war ein britischer Schauspieler, der 1968 gemeinsam mit Susan George und Jack Shepherd die Hauptrolle in dem Swinging-Sixties-Film All Neat in Black Stockings gespielt hat.
Die britische Schauspielerin und Autorin Jane Asher, die 1968 gemeinsam mit Victor Henry am "Royal Court Theatre" in John Osbornes "Blick zurück im Zorn" aufgetreten war, erinnert sich an Victor Henry als einen der brillantesten Schauspieler, mit dem sie je zusammengearbeitet habe, dessen Leistung allerdings stark unter seinen Alkoholproblemen gelitten habe. Henry wäre überzeugt gewesen, dass er wohl stockbetrunken einen dramatischen Tod fände, weshalb es eine Ironie des Schicksal sei, dass er völlig nüchtern gewesen sei, als er als Opfer eines Verkehrsunfalles in ein Koma fiel, aus dem er bis zu seinem Tod nicht mehr erwachen sollte.
Auch der britische Schauspieler Michael Gambon berichtet, dass Victor Henry ein großartiger Schauspieler des Londoner Royal Court Theaters gewesen sei, wo Henry viele tragende Rollen gespielt habe, und von den meisten englischen Schauspielern, die in Gambons Alter waren, verehrt wurde.
Von 1964 bis einschließlich 1972 war er in etwa einem Dutzend Film- und Fernsehproduktionen zu sehen, überwiegend in Serien.

## Filmografie (Auswahl)
- 1967: Im Banne des Dr. Monserrat (The Scorcerers)
- 1967: Privileg
- 1967: The White Bus
- 1968: All Neat in Black Stockings